# Eino Linnala
Eino Maunu Alexander Linnala (født 19. august 1896, død 8. juni 1973 i Helsinki, Finland) var en finsk komponist og musiklærer.
Linnala er uddannet komponist ved universitetet i Helsinki. Han har skrevet 2 symfonier (1927,1935), orkesterværker, korværker, sange, etc. Han komponerede i romantisk stil, og var inspireret af blandt andre Anton Bruckner.

## Udvalgte værker
- Symfoni nr. 1 (1927) - for orkester
- Symfoni nr. 2 (1935) - for orkester
- "Finsk rapsodi" (1932) - for orkester
- Overture (1933) - for orkester
- "Mariakantate" (1934) - kantate
- "Hämeenlinna kantate" (1938) - kantate
- Strygekvartet (1925)